# Heteropelma flaviscutellum
Heteropelma flaviscutellum là một loài tò vò trong họ Ichneumonidae.